# 王吉贤
王吉贤（1985年4月3日—），中国籍程序员，居於烏克蘭南部港口城市敖德薩。2022年，他因通过vlog的形式记录其在俄羅斯入侵烏克蘭期间的经历而闻名。

## 生平

### 俄羅斯入侵烏克蘭之前
2008年，王吉贤从北京联合大学毕业。三年后，王吉贤和他人一同创立了开源的应用程序框架“Openbiz”，王表示该框架被肯尼亚国家银行、中国工商银行、中国移动通信集团等机构采用。2013年，王进入Pickatale挪威分公司工作。2015年，王吉贤将Openbiz出售，并在同一年因工作移居马其顿（现名“北马其顿”）。此后，王也曾在习习网络、ShadowGrid等公司任职。自2017年7月20日以来，王吉贤在为医疗保健行业和医疗设备开发软件的人工智能公司RegDesk担任首席技术官。2021年，王吉贤以投资人的身份前往乌克兰敖德萨为RegDesk成立子公司，次年年底搬至该地居住。

### 俄羅斯入侵烏克蘭之后
王吉贤的YouTube频道在俄羅斯入侵烏克蘭期间獲得大量關注，因其在烏克蘭實地所叙述與拍攝的内容与當時中国官方媒体大相径庭，因而他叙述的内容受到审查與遮蓋。2022年3月，他的微信在他接受多家媒体采访之后被正式封禁，使得他与在中国的家人短暂地失去联系。不過，王吉贤的Youtube频道也因展示了煽动暴力的战争资讯而被Youtube关停一星期。频道恢復后，王吉贤继续向华语圈的观众讲述他在敖德萨的日常生活。

#### 洩露烏軍機密事件
2023年12月，王吉贤因在拍摄乌克兰在敖德萨开展行动时，传播乌克兰军队位置信息，違反了戰爭時的安全與保密令，而被敖德萨地方法院判处5年监禁、缓刑1年。期間方舟子在Twitter發布關於王吉賢的不實言論，後來被證偽。

## 備注
1. ↑  烏克蘭語：；小名達莎（Даша）

## 外部連結
- 王吉贤的X（前Twitter）
- GitHub上的王吉贤
- 王吉贤的Facebook專頁
- 王吉贤的Instagram帳戶
- LinkedIn上的王吉贤